# دوغانيلية متدبقة
دوغانيلية متدبقة (الاسم العلمي: Duganella zoogloeoides) هي نوع من البكتيريا، سلبية الغرام، تتبع جنس الدوغانيلية.